# Чернинська сільська рада (Таращанський район)
| Чернинська сільська рада — колишній орган місцевого самоврядування у Таращанському районі Київської області з адміністративним центром у с. Чернин. Водоймища на території, підпорядкованій даній раді: річка Черня. Сільській раді підпорядковані населені пункти: - с. Чернин - с. Улашівка |

## Склад ради
Рада складається з 15 депутатів та голови.

### Керівний склад ради
| ПІБ                                 | Основні відомості                                                                       | Дата обрання | Дата звільнення |
| ----------------------------------- | --------------------------------------------------------------------------------------- | ------------ | --------------- |
| Тхорівський Олександр Володимирович | Сільський голова, 1959 року народження, освіта, член Соціалістичної партії України      | 26.03.2006   | 31.10.2010      |
| Тхорівський Олександр Володимирович | Сільський голова, 1959 року народження, освіта середня спеціальна, член Партії регіонів | 31.10.2010   | 01.10.2013      |

Примітка: таблиця складена за даними джерела